# Sarah Dawn Finer
Sarah Dawn Finer (ur. 14 września 1981 w Sztokholmie) – szwedzka piosenkarka i aktorka, znana m.in. dzięki roli Lyndy Woodruff, w którą wcieliła się m.in. podczas Melodifestivalen 2012 i 61. Konkursu Piosenki Eurowizji w Sztokholmie w 2016.

## Dzieciństwo i edukacja
Dawn Finer urodziła się i wychowała w Sztokholmie, jej ojciec ma brytyjskie korzenie, zaś matka jest Amerykanką. Jej dziadkowie emigrowali z Rosji do Ameryki. Dawn Finer studiowała w Szkole Muzycznej im. Adolfa Fredrika, gdzie była także Przewodniczącą Rady Studentów.

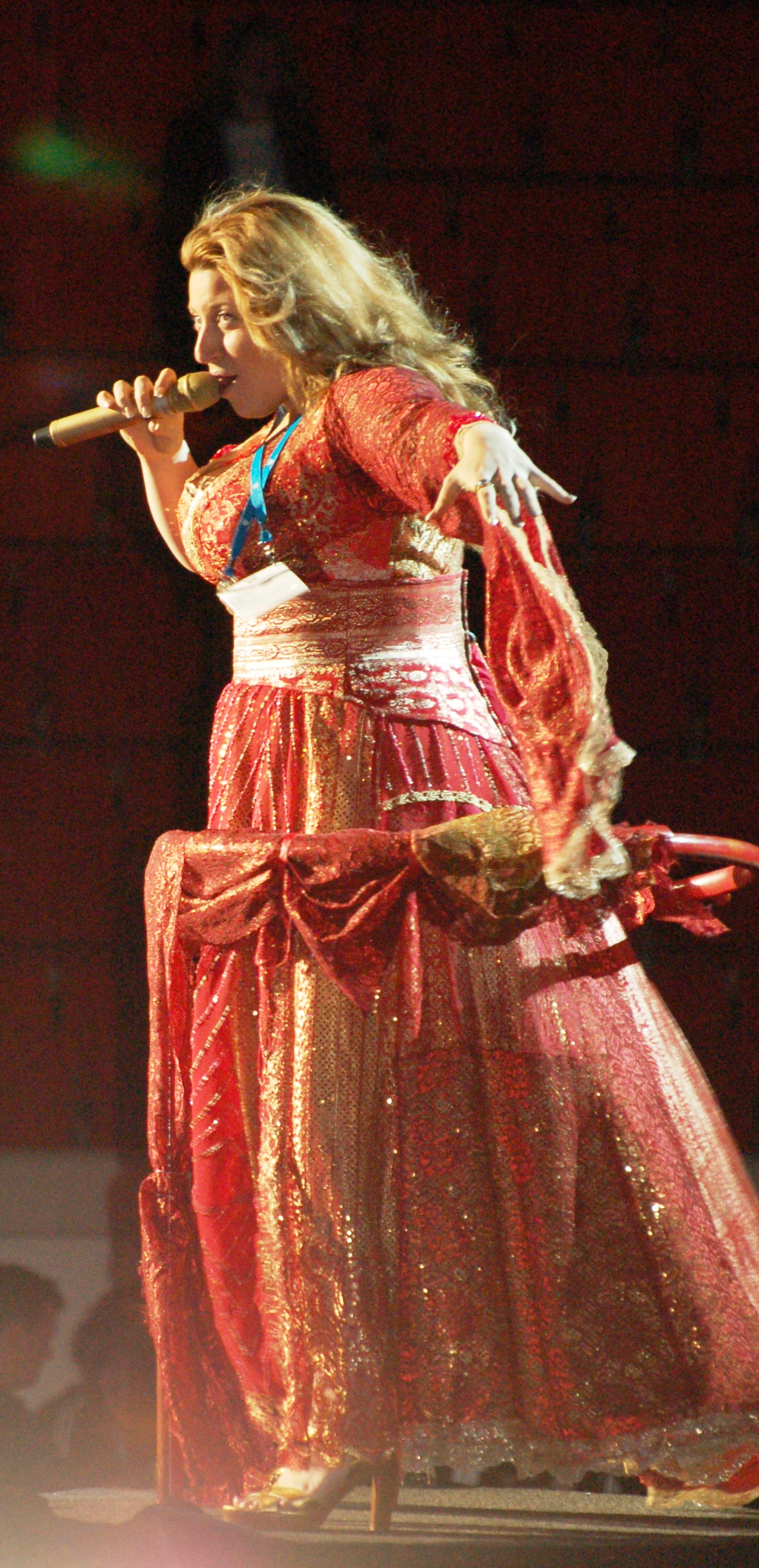
Sarah Dawn Finer podczas występu w Melodifestivalen 2009

## Początki kariery
Dawn Finer zaczynała swoją karierę muzyczną na deskach teatralnych. W latach 2001–03 roku wcielała się w rolę Joanne w musicalu Rent wystawianym w teatrze Göta Lejon, potem podczas trasy koncertowej teatru Riksteatern oraz w Göteborgs Operan. W 2002 roku zagrała w musicalu Godspell wystawianym w Parkteatern/Stockholms Stadsteater.

## Kariera muzyczna

### 2006–08:A Finer Dawn
W 2006 roku ukazała się debiutancka minipłyta Dawn Finer zatytułowana Sarah Dawn Finer, na której znalazło się sześć utworów. Rok później premierę miał jej pierwszy album długogrający zatytułowany A Finer Dawn, który zadebiutował na drugim miejscu krajowej listy najczęściej kupowanych płyt. Pierwszym singlem promującym płytę został utwór „I Remember Love”, który dotarł do 4. miejsca listy przebojów. Piosenkarka zgłosiła się z nim także do udziału w Melodifestivalen 2007, krajowych eliminacjach do 52. Konkursu Piosenki Eurowizji. Pod koniec lutego wystąpiła w czwartym półfinale selekcji i awansowała do finału, w którym zajęła ostatecznie czwarte miejsce. Piosenka została także najczęściej granym utworem w szwedzkim radiu w 2007 roku. Pozostałymi singlami z płyty zostały piosenki „Stockholm by Morning” i „A Way Back to Love”. W listopadzie ukazał się utwór „Du som tog mitt hjärta” Patrika Isakssona nagrany w duecie z Dawn Finer. W tym samym roku wcieliła się w postać Lucy w musicalu Jekyll & Hyde wystawianym w Chinateatern. Za swoją rolę otrzymała nominację do nagrody musicalowej w kategorii „najlepsza aktorka pierwszoplanowa”.

### 2009:Moving On

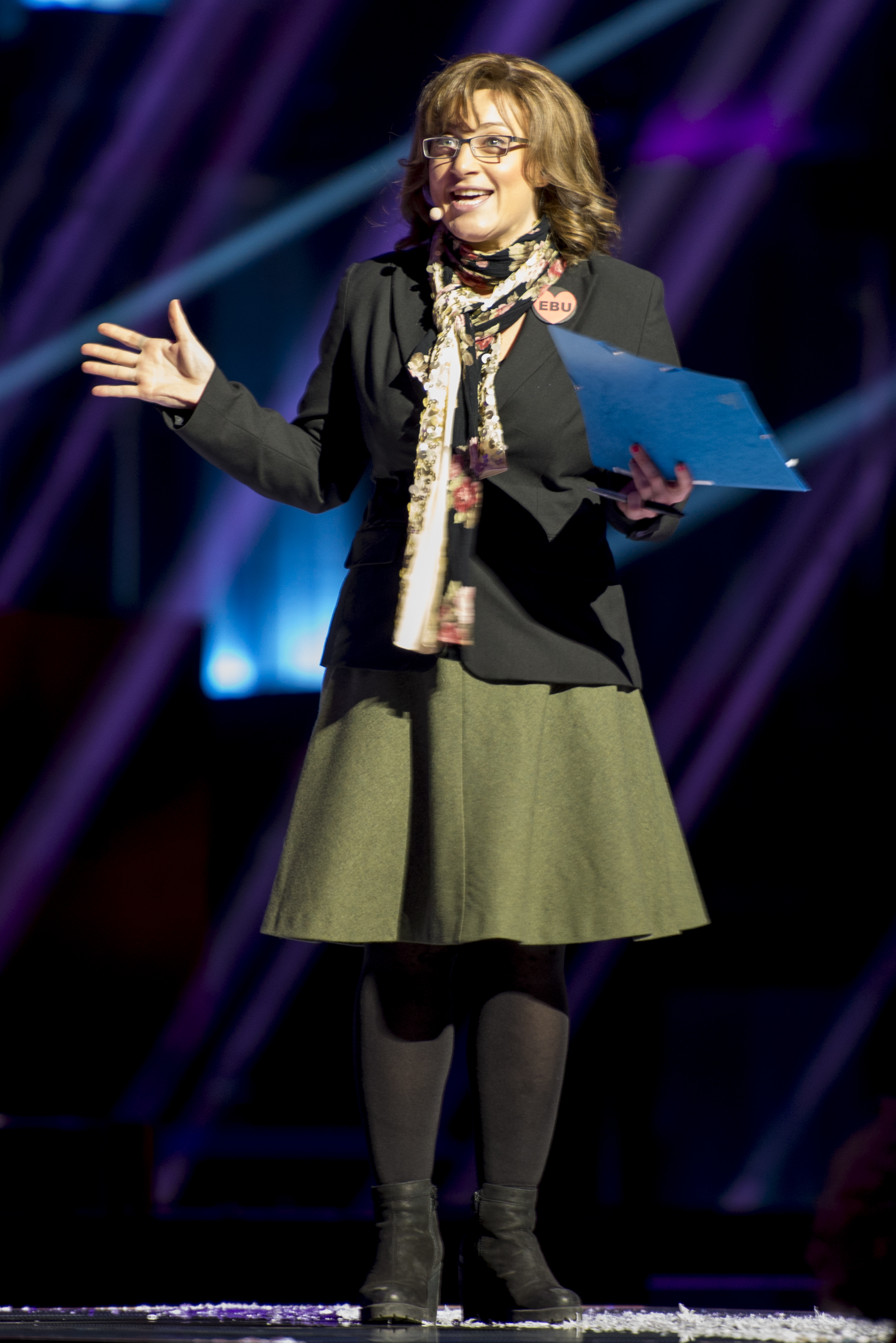
Sarah Dawn Finer jako Lynda Woodruff

Pod koniec sierpnia 2009 roku ukazała się druga płyta studyjna Dawn Finer zatytułowana Moving On, która zadebiutowała na szczycie krajowej listy najczęściej kupowanych albumów. Piosenkarka zgłosiła się z tytułowym singlem do udziału w Melodifestivalen 2009, krajowych eliminacjach do 54. Konkursu Piosenki Eurowizji. Pod koniec lutego wystąpiła w czwartym półfinale selekcji i zakwalifikowała się do rundy dogrywkowej, z której awansowała do finału. 14 marca zaśpiewała podczas koncertu finałowego i zajęła w nim ostatecznie szóste miejsce. Oprócz singla „Moving On”, album promowały utwory „Does She Know You?” i „Standing Strong”. Piosenka „Moving On” została najczęściej granym utworem w szwedzkim radiu w 2009 roku.

### 2010–11:Winterland
W 2010 roku premierę miał pierwszy album świąteczny Dawn Finer zatytułowany Winterland, który dotarł do drugiego miejsca krajowej listy najczęściej kupowanych płyt. W tym samym roku Dawn Finer razem z innymi szwedzkimi artystami (w tym m.in. z zespołem Alcazar czy Martinem Stenmarckiem) wzięła udział w nagraniu singla „Ta min hand (En röst för de glömda barnen)”, z którego dochód został przekazany fundacji SOS Barnbyar Sverige pomagającej porzuconym dzieciom.
W 2011 roku Dawn Finer wyruszyła w trasę koncertową promującą jej świąteczną płytę. W tym samym roku ukazał się jej trzeci album studyjny zatytułowany Sanningen kommer om natten.

### Od 2012: Lynda Woodruff

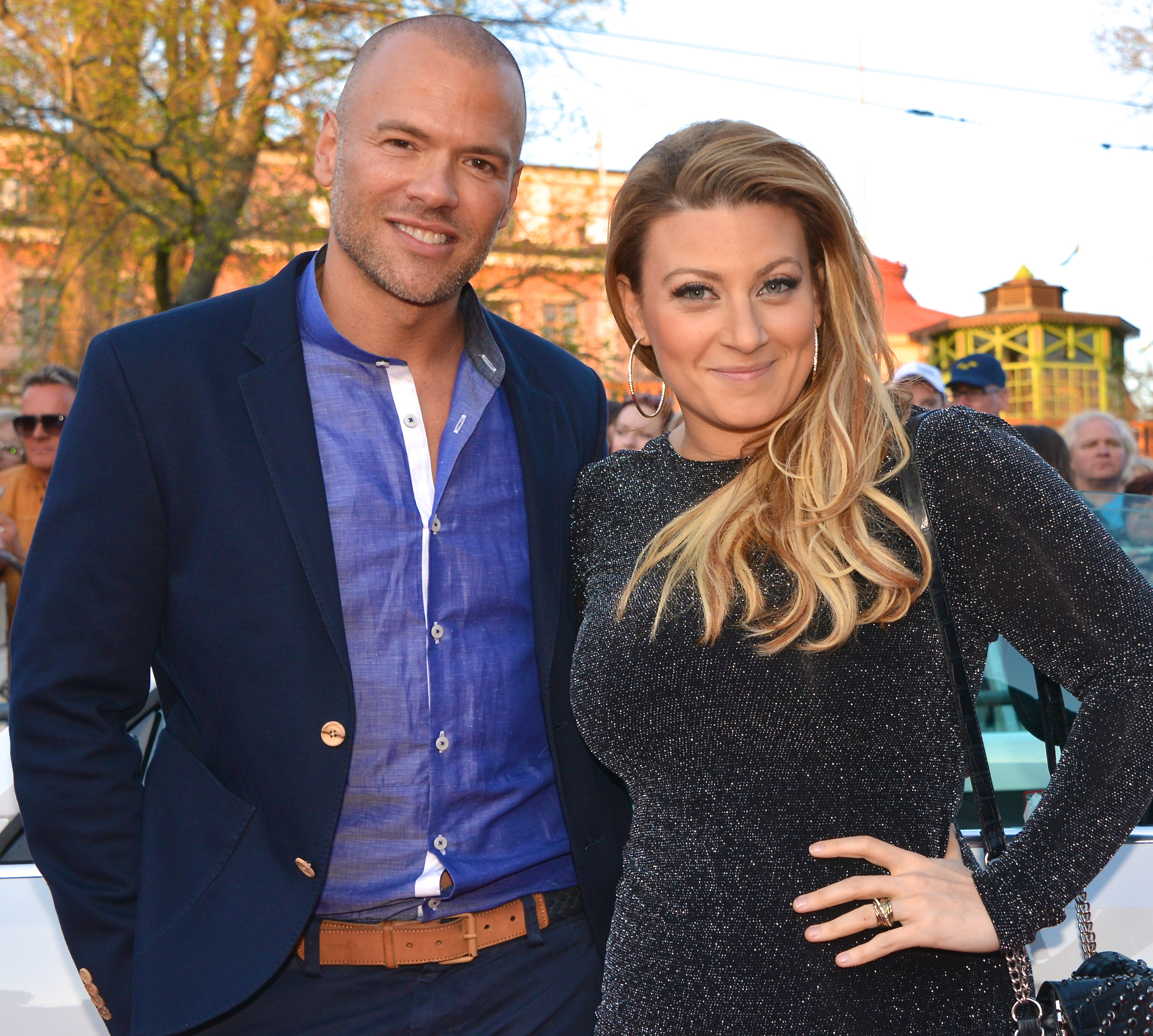
Sarah Dawn Finer i piosenkarz Andreas Lundstedt podczas otwarcia muzeum zespołu ABBA w 2013 roku

W 2012 roku razem z Heleną Bergström i Giną Dirawi poprowadziła Melodifestivalen 2012, krajowe eliminacje do 57. Konkursu Piosenki Eurowizji. Na potrzeby skeczu razem ze szwedzkim producentem Edwardem af Sillénem wymyśliła fikcyjną postać komediową Lyndę Woodruff (angielskiego sekretarza Europejskiej Unii Nadawców), dzięki której zdobyła popularność wśród eurowizyjnych fanów. W maju tego samego roku (jako Woodruff) podała wyniki szwedzkiego głosowania jurorów i telewidzów podczas finału 57. Konkursu Piosenki Eurowizji organizowanego w Baku.
W 2013 roku ponownie wcieliła się w postać Lyndy podczas wszystkich trzech koncertów konkursowych 58. Konkursu Piosenki Eurowizji organizowanego w Malmö. W finale widowiska zaprezentowała natomiast własną interpretację przeboju „The Winner Takes It All” zespołu ABBA. W grudniu tego samego roku została jedną z trzech prowadzących audycję charytatywną Musikhjälpen emitowaną przez radio 3FM.
W 2014 roku premierę miała jej druga płyta świąteczna zatytułowana Vinterland.
W kwietniu 2015 roku razem ze szwedzkim producentem telewizyjnym Christerem Björkmanem komentowała dla szwedzkiej telewizji koncert jubileuszowy Eurovision Song Contest’s Greatest Hits organizowany w Londynie.

## Dyskografia

### Albumy studyjne
| Rok                                                     | Dane dot. albumu | Najwyższe pozycje na liście | Certyfikat         | Sprzedaż       |
| Rok                                                     | Dane dot. albumu | SWE                         | Certyfikat         | Sprzedaż       |
| ------------------------------------------------------- | --- | --------------------------- | ------------------ | -------------- |
| 2007                                                    | A Finer Dawn - Wydany: 31 maja 2007 - Wytwórnia: Roxy Recordings, Sony Music - Format: CD, digital download                       | 2                           | - SWE: złota płyta | - SWE: 20 000+ |
| 2009                                                    | Moving On - Wydany: 26 sierpnia 2009 - Wytwórnia: Roxy Recordings, Sony Music - Format: CD, digital download                      | 1                           | - SWE: złota płyta | - SWE: 20 000+ |
| 2010                                                    | Winterland - Wydany: 2010 - Wytwórnia: Roxy Recordings, Sony Music - Format: CD, digital download                                 | 2                           | - SWE: złota płyta | - SWE: 20 000+ |
| 2011                                                    | En riktigt god jul (oraz Malena Ernman) - Wydany: 2011 - Wytwórnia: Roxy Recordings, Sony Music - Format: CD, digital download    | –                           |                    |                |
| 2012                                                    | Sanningen kommer om natten - Wydany: 10 października 2012 - Wytwórnia: Roxy Recordings, Sony Music - Format: CD, digital download | 3                           |                    |                |
| 2014                                                    | Vinterland - Wydany: 13 listopada 2014 - Wytwórnia: Roxy Recordings, Sony Music - Format: CD, digital download                    | 10                          |                    |                |
| „–” oznacza, że album nie był notowany na danej liście. | |                             |                    |                |

### Single
| Rok                                                      | Tytuł                                           | Najwyższe pozycje na listach | Certyfikat   | Sprzedaż       | Album                      |
| Rok                                                      | Tytuł                                           | SWE                          | Certyfikat   | Sprzedaż       | Album                      |
| -------------------------------------------------------- | ----------------------------------------------- | ---------------------------- | ------------ | -------------- | -------------------------- |
| 2007                                                     | „I Remember Love”                               | 4                            | - SWE: złoto | - SWE: 10 000+ | A Finer Dawn               |
| 2007                                                     | „Stay”                                          | –                            |              |                | A Finer Dawn               |
| 2007                                                     | „A Way Back to Love”                            | –                            |              |                | A Finer Dawn               |
| 2007                                                     | „Stockholm By Morning”                          | –                            |              |                | A Finer Dawn               |
| 2007                                                     | „Du som tog mitt hjärta” (oraz Patrik Isaksson) | 45                           |              |                | –                          |
| 2008                                                     | „Does She Know You”                             | –                            |              |                | Moving On                  |
| 2009                                                     | „Moving On”                                     | 3                            |              |                | Moving On                  |
| 2009                                                     | „Standing Strong”                               | 36                           |              |                | Moving On                  |
| 2010                                                     | „Kärleksvisan”                                  | 7                            |              |                | Winterland                 |
| 2010                                                     | „I’ll Be Your Wish Tonight”                     | –                            |              |                | Winterland                 |
| 2011                                                     | „Is Anybody There” (oraz Samuel Ljungblad)      | –                            |              |                | En riktigt god jul         |
| 2012                                                     | „Nu vet du hur det känns”                       | –                            |              |                | Sanningen kommer om natten |
| 2012                                                     | „Balladen om ett brustet hjärta”                | –                            |              |                | Sanningen kommer om natten |
| 2013                                                     | „The Winner Takes It All”                       | –                            |              |                | –                          |
| „–” oznacza, że singel nie był notowany na danej liście. |                                                 |                              |              |                |                            |